# Josef Börjesson

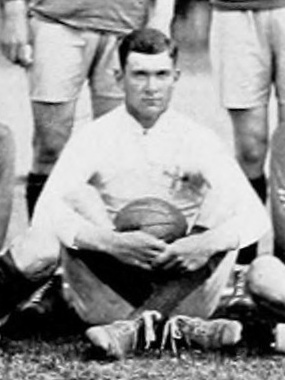
Börjesson bei den Olympischen Spielen 1912

Josef Alfred Börjesson (* 15. April 1891 in Göteborg; † 20. Februar 1971 ebenda) war ein schwedischer Fußballspieler.

## Werdegang
Börjesson spielte für Göteborgs FF in der Svenska Serien, seinerzeit die höchste schwedische Liga. Außerdem war er Torwart in der schwedischen Nationalmannschaft. Für die Landesauswahl hütete er bei den Olympischen Spielen 1912 zweimal das Tor.